# Ель-Пасо (Техас)
Ель-Пасо (англ. El Paso) — місто (англ. city) в США, в окрузі Ель-Пасо на заході штату Техас над річкою Ріо-Гранде. Населення — 678 815 осіб (2020). На 2016 рік — 683 080 осіб (6-е у Техасі). До агломерації міста входить Ель-Пасо Каунті з населенням 751 296 осіб (2009).
На протилежному, правому березі Ріо-Гранде розташоване вдвічі більше за Ель-Пасо мексиканське місто Сьюдад-Хуарез, з яким Ель-Пасо економічно пов'язане.
Агломерації Ель-Пасо, Сьюдад-Хуарез та американського міста Лас-Крусес (у агломерації 206,419 тисяч осіб, 2009 рік), що розташоване північніше від Ель-Пасо у штаті Нью-Мексико мають населення у 2993,3 тис. осіб.
Найвищим хмарочосом Ель-Пасо є 21 поверхова Веллс-Фарго плаза 90 метрів висотою.
Ель-Пасо знане як джинсова столиця світу з виробництвом понад 2 млн щотижня. Тут розташована фабрика Wrangler.
На північний схід від міста розташована найбільша військова база США Форт-Блисс з додатковою Холломан базою ВПС у Аламогордо.
У місті також виробляють предмети персональної гігієни, взуття, їжу, будівельні матеріали, електронне, медичне обладнання, пластмасу. Крім того населення зайнято у обслуговуванні військової бази, університету й телефонних службах (10 тис. осіб).
У окрузі Ель-Пасо вирощують бавовну, фрукти, овочі, пекани.
Клімат й сусідство великого мексиканського міста зробили Ель-Пасо туристичним центром.

## Історія
У давнину тут існувала культура Фолсом. При прибутті іспанців у 1598 році тут мешкали американські народи Мансо, Сума і Хумано.
1659 року на південному березі річки Ріо-браво-дель-Норте (іспанська назва Ріо-Гранде), на місці сучасного Сьюдад-Хуарес, було засновано місто Ель-Пасо-дель-Норте .
Ель-Пасо було найбільшим містом у Новій Мексиці до 1848 року і тільки з того часу почав вважатися частиною Техасу. Угода 1850 року закріпила північну частину міста за американцями Техасу, а південну — за Мексикою.
3 серпня 2019 року в місті сталася стрілянина.

## Географія
Ель-Пасо знаходиться у пустелі Чіуауа. Гори Франклін врізаються у місто з півночі та розділяють місто на дві частини: західну, при початку Долини Мессілла та східну, яка лежить у пустелі.
Середня температура липня +28 °C й січня +7 °C. 240 мм опадів на рік.
Ель-Пасо розташований за координатами 31°50′54″ пн. ш. 106°25′37″ зх. д. / 31.84833° пн. ш. 106.42694° зх. д. (31.848360, -106.426979). За даними Бюро перепису населення США в 2010 році місто мало площу 663,70 км², з яких 661,06 км² — суходіл та 2,64 км² — водойми.

### Клімат
| Клімат : Ель-Пасо                                          | Клімат : Ель-Пасо | Клімат : Ель-Пасо | Клімат : Ель-Пасо | Клімат : Ель-Пасо | Клімат : Ель-Пасо | Клімат : Ель-Пасо | Клімат : Ель-Пасо | Клімат : Ель-Пасо | Клімат : Ель-Пасо | Клімат : Ель-Пасо | Клімат : Ель-Пасо | Клімат : Ель-Пасо | Клімат : Ель-Пасо |
| Показник                                                   | Січ.              | Лют.              | Бер.              | Квіт.             | Трав.             | Черв.             | Лип.              | Серп.             | Вер.              | Жовт.             | Лист.             | Груд.             | Рік               |
| Абсолютний максимум, °C                                    | 26,7              | 30,0              | 33,9              | 36,7              | 40,6              | 45,6              | 44,4              | 42,2              | 40,0              | 35,6              | 30,6              | 26,7              | 45,6              |
| Середній максимум, °C                                      | 14,3              | 17,3              | 21,3              | 25,9              | 31,0              | 35,3              | 34,8              | 33,6              | 30,9              | 25,7              | 19,0              | 13,9              | 25,2              |
| Середня температура, °C                                    | 7,3               | 10,1              | 13,7              | 18,2              | 23,3              | 27,8              | 28,2              | 27,2              | 24,2              | 18,4              | 11,8              | 7,1               | 18,1              |
| Середній мінімум, °C                                       | 0,3               | 2,8               | 6,1               | 10,4              | 15,6              | 20,0              | 21,6              | 20,9              | 17,4              | 11,1              | 4,5               | 0,3               | 10,9              |
| Абсолютний мінімум, °C                                     | −22,2             | −17,2             | −10               | −5                | −0,6              | 7,8               | 13,3              | 11,1              | 5,0               | −3,9              | −17,2             | −20,6             | −22,2             |
| Середня кількість сонячних годин на місяць                 | 254,5             | 263,0             | 326,0             | 348,0             | 384,7             | 384,1             | 360,2             | 335,4             | 304,1             | 298,6             | 257,6             | 246,3             | 3762              |
| Норма опадів, мм                                           | 10                | 12                | 7                 | 6                 | 12                | 24                | 39                | 51                | 38                | 15                | 12                | 20                | 247               |
| Днів з опадами                                             | 3,8               | 3,4               | 2,4               | 1,9               | 2,7               | 3,9               | 8,3               | 8,7               | 6,3               | 4,7               | 3,1               | 3,9               | 53,1              |
| Днів зі снігом                                             | 1,0               | 0,4               | 0,1               | 0,2               | 0                 | 0                 | 0                 | 0                 | 0                 | 0,1               | 0,3               | 1,1               | 3,2               |
| Вологість повітря, %                                       | 50.5              | 41.6              | 32.4              | 26.9              | 27.1              | 29.9              | 43.9              | 48.4              | 50.5              | 47.1              | 46.1              | 51.5              | 41.3              |
| ---------------------------------------------------------- | ----------------- | ----------------- | ----------------- | ----------------- | ----------------- | ----------------- | ----------------- | ----------------- | ----------------- | ----------------- | ----------------- | ----------------- | ----------------- |
| Джерело: NOAA (relative humidity 1962–1990, sun 1961–1990) |                   |                   |                   |                   |                   |                   |                   |                   |                   |                   |                   |                   |                   |

## Демографія
Згідно з переписом 2010 року, у місті мешкала 649 121 особа в 216 894 домогосподарствах у складі 162 049 родин. Густота населення становила 978 осіб/км². Було 227605 помешкань (343/км²).
Расовий склад населення:
| - 80,8 % — білих - 3,4 % — чорних або афроамериканців - 1,2 % — азіатів - 0,7 % — корінних американців - 0,1 % — вихідців з тихоокеанських островів - 11,0 % — осіб інших рас |

До двох чи більше рас належало 2,7 %. Частка іспаномовних становила 80,7 % від усіх жителів.
За віковим діапазоном населення розподілялося таким чином: 29,1 % — особи молодші 18 років, 59,7 % — особи у віці 18—64 років, 11,2 % — особи у віці 65 років та старші. Медіана віку мешканця становила 32,5 року. На 100 осіб жіночої статі у місті припадало 92,1 чоловіків; на 100 жінок у віці від 18 років та старших — 87,6 чоловіків також старших 18 років.
Середній дохід на одне домашнє господарство становив 58 537 доларів США (медіана — 42 772), а середній дохід на одну сім'ю — 64 076 доларів (медіана — 48 027). Медіана доходів становила 38 827 доларів для чоловіків та 30 408 доларів для жінок. За межею бідності перебувало 20,9 % осіб, у тому числі 29,4 % дітей у віці до 18 років та 17,6 % осіб у віці 65 років та старших.
Цивільне працевлаштоване населення становило 275 094 особи. Основні галузі зайнятості: освіта, охорона здоров'я та соціальна допомога — 26,1 %, роздрібна торгівля — 11,9 %, мистецтво, розваги та відпочинок — 10,2 %, науковці, спеціалісти, менеджери — 10,1 %.

## Транспорт

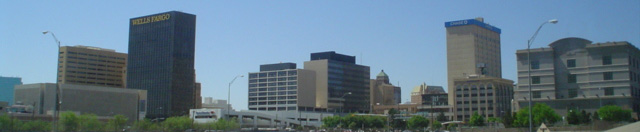
Центр міста

У листопаді 2018 року в місті після майже п'ятдесятирічної перерви знов відкрилася трамвайна лінія.

## Відомі уродженці
- Деббі Рейнольдс (1932-2016) — акторка та співачка
- Джефф Бінгамен (*1943) — політик-демократ, сенатор США від штату Нью-Мексико з 1983 по 2013
- Шоні Філдінг (*1969) — модель, актриса та світська дама
- Алан Тудик — кіноактор
- Гай Кіббі (1882—1956) — американський актор театру і кіно.